# 티카 (기업)
롯데렌탈 Tcar는 롯데렌탈에서 운영하는 중고차 소매 사업이다. 2025년 4월 본격적인 사업 및 마케팅을 시작하였으며, 3~4년 된 신차급 국산 인기 차종을 중심으로 판매하고 있다. 온라인 홈페이지와 오프라인 (강서, 부천 전시장, 용인 예정)을 통해 판매 채널을 운영한다.

## 주요 특징
- 철저한 차량 관리 및 검증 시스템

- 롯데렌터카가 직접 신차를 구매하여 출고하고 3개월 주기의 꼼꼼한 정비 관리를 통해 차량 관리 이력을 투명하게 제공한다.렌터카 운영 노하우 바탕의 꾸준한 관리로 일반 중고차 대비 높은 품질과 신뢰도를 확보한다는 것이 특징
- 차량 품질 우수

- 중고차로 가장 선호하는 3~4년된 인기 차종 중심의 매물 구성
- 자동차정비기능사 자격증 보유 품질향상 전문팀이 3단계 품질 검수 과정을 거쳐 상품성을 강화
- 사후관리

- 엔진, 미션, 제동장치 등 주요 부품 6개월 보증 서비스 무료
- 구매 후 7일 내 자유롭게 환불
- Tcar 특별 혜택

- 롯데렌탈 자체 서비스인 차방정 서비스를 통해 방문점검 및 엔진오일 무료 교체 (1회) 제공
- 차계부, 주유할인, 운전자 보험 등 다양한 추가 혜택 제공하는 카라이프 멤버십 구독 서비스 1년 무료

## 광고
- 토탈케어 30초 버전
- 트러스트 30초 버전

## 오프라인 매매센터
- Tcar 부천 매매 센터

- 경기 부천시 오정구 송내대로 450
- Tcar 강서 매매 센터

- 서울 강서구 양천로53길 52
- Tcar 용인 매매 센터[예정]